# František Zvěřina
František Zvěřina (13. dubna 1903 Bezděčín – 12. prosince 1978 Mladá Boleslav) byl český a československý meziválečný politik Republikánské strany zemědělského a malorolnického lidu, poválečný politik Československé strany lidové a poslanec Ústavodárného Národního shromáždění. Po roce 1948 politicky pronásledován a vězněn.

## Biografie
Většinu života prožil v obci Bezděčín na Mladoboleslavsku, kde do roku 1950 soukromě hospodařil. V letech 1950-1978 byl členem místního JZD. Za první republiky byl aktivistou Republikánské strany zemědělského a malorolnického lidu (agrární strany) a předseda agrárního dorostu v mladoboleslavském okresu. Během druhé světové války se zúčastnil domácího odboje. Od roku 1945 byl členem ČSL (agrární strana již v poválečném Československu nebyla obnovena). V roce 1945 se stal předsedou Revolučního národního výboru v Bezděčíně.
Po parlamentních volbách v roce 1946 byl zvolen poslancem Ústavodárného Národního shromáždění za ČSL. Mandát nabyl až dodatečně v září 1946 jako náhradník poté, co zemřel poslanec Alois Vošahlík. V parlamentu setrval formálně do konce funkčního období, tedy do voleb do Národního shromáždění roku 1948.
24. února 1948, uprostřed únorového převratu, patřil k těm lidoveckým politikům, kteří požadovali vyloučení prokomunistických funkcionářů ČSL Aloise Petra a Josefa Plojhara, jenž byl přijat (ovšem krátce nato, po vítězství komunistů, anulován). Po převzetí moci komunisty byl pronásledován a již 29. února 1948 zatčen, na týden uvězněn a poté propuštěn. Do května 1948 nicméně zůstal poslancem. Původně chtěl odejít za hranice, po poradě s arcibiskupem Josefem Beranem ale setrval. V roce 1950 přinucen vstoupit do JZD, kde v letech 1950-1952 dokonce vykonával funkci předsedy. V roce 1954 byl ale zatčen a odsouzen ve vykonstruovaném obvinění pro neoznámení trestného činu. Roku 1955 byl propuštěn na amnestii. Po propuštění se musel pravidelně hlásit na StB v Mladé Boleslavi. V roce 1963 odešel do důchodu.